# Ullà
Ullà (spanisch Ullá) ist eine Gemeinde in der autonomen Region Katalonien in Spanien in der Provinz Girona mit 1.219 Einwohnern (Stand: 2024). Zur Gemeinde gehört neben dem Hauptort Ullà die Ortschaft La Roqueta.

## Lage
Ullà liegt etwa 31 Kilometer ostnordöstlich von Girona und etwa 120 Kilometer nordöstlich von Barcelona nahe der Costa Brava in einer Höhe von ca. 25 m. Der Fluss Ter begrenzt die Gemeinde im Süden. 

## Bevölkerungsentwicklung
| Jahr      | 1970 | 1981 | 1991 | 2001 | 2011 | 2021 |
| Einwohner | 443  | 846  | 707  | 829  | 1075 | 1167 |

## Sehenswürdigkeiten
- Marienkirche, früheres Kloster
- Andreaskirche
- Katharinenkapelle

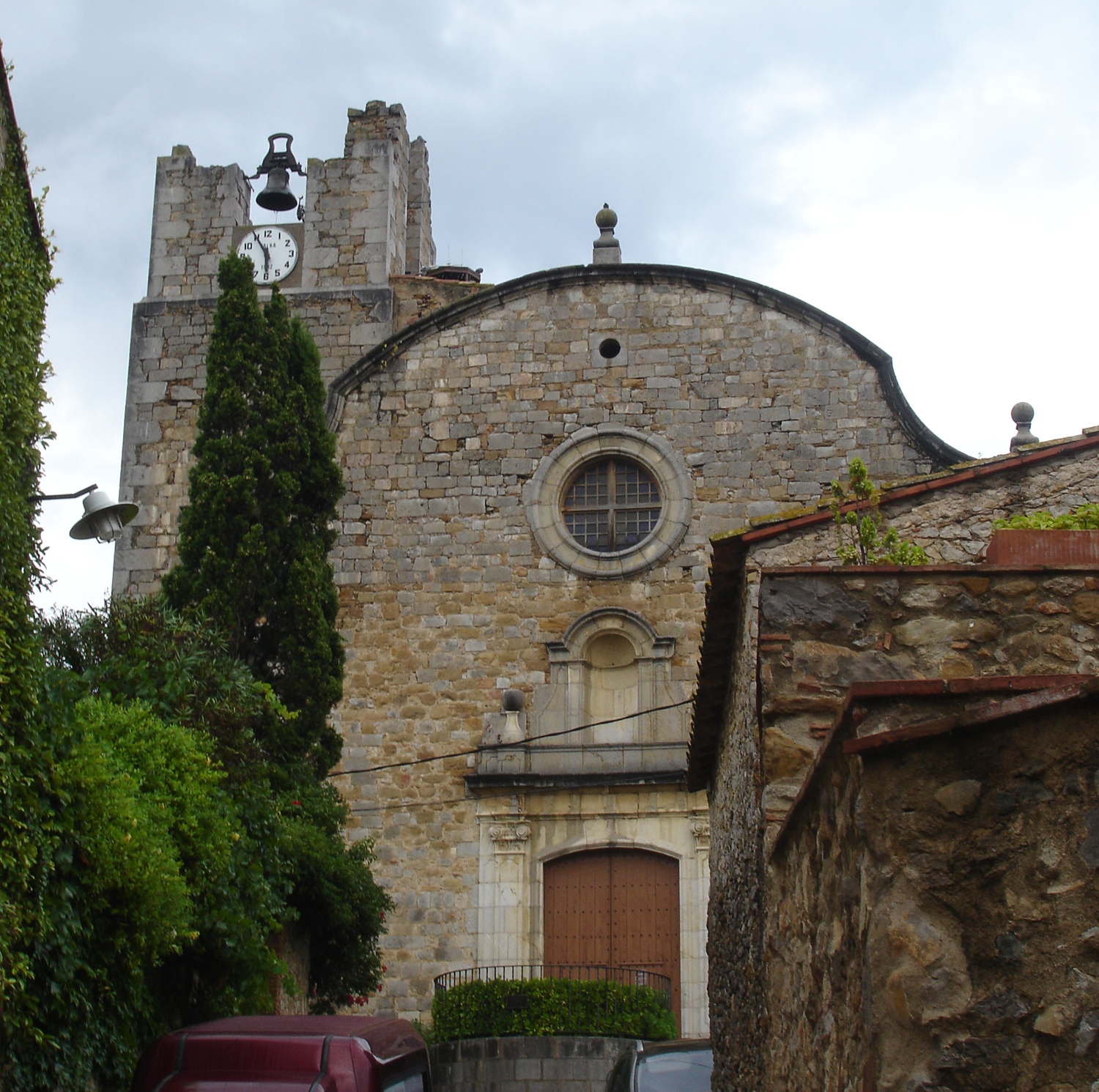
Marienkirche